# Verwardheid
Verwardheid is een psychische gesteldheid waarbij iemand zich niet meer kan oriënteren. Ook de reactie op signalen van anderen en prikkels uit de omgeving is verstoord. Het wordt moeilijk om nog adequaat te reageren. Het gevolg hiervan kan zijn dat de persoon de controle over zichzelf en de situatie kwijtraakt. Vaak wordt verwardheid in één adem genoemd met delier, een psycho-organische vorm van verwardheid die wordt veroorzaakt door een lichamelijk ziektebeeld of een stof, zoals alcohol. Verwardheid kan ook optreden bij psychose, uitdroging en dementie.

## Melding verward persoon
De politie houdt sinds 2011 meldingen bij van incidenten die geregistreerd worden als "overlast door personen met verward gedrag", met de incidentcode E33. Sinds 2015 is er veel media aandacht voor het aantal stijgende incidenten en politiemeldingen voor personen met verward gedrag.
Het aanjaagteam Verwarde Personen formuleerde in hun rapport "Doorpakken!" uit 2016 de volgende definitie van verwardheid: "het gaat om mensen die grip op hun leven (dreigen te) verliezen, waardoor het risico aanwezig is dat zij zichzelf of anderen schade berokkenen."

## Meldpunt Zorgwekkend Gedrag
In 2020 heeft de overheid het Landelijk Meldpunt Zorgwekkend Gedrag geïntroduceerd waar bezorgde burgers naartoe kunnen bellen wanneer zij zich zorgen maken om een persoon met verward gedrag.

## Psycholance
De psycholance zorgt voor het vervoer van personen met een psychische hulpvraag. De introductie van de psycholance zou een uitkomst kunnen zijn om politieagenten te ontlasten en burgers betere zorg te verlenen. De inzet van een psycholance is per gemeente verschillend. Een voorbeeld is het UMCG, dat sinds 2017 gebruik maakt van een psycholance. 

## Kritiek
Door de media-aandacht en de definitie van het aanjaagteam, wordt "verward persoon" en "gevaarlijk" vaak met elkaar in verband gebracht. De sociologen Bauke Koekkoek en Karlijn Roex zijn hier kritisch over, en hebben (onder andere) boeken geschreven over hoe we in Nederland omgaan met mensen die als "niet-normaal" (maar als verward) gekenmerkt worden.